# Liste der Täler des Erdmondes
| Name               | Lage                 | Länge (km) |
| ------------------ | -------------------- | ---------- |
| Vallis Alpes       | 48° 30′ N, 3° 12′ O  | 166        |
| Vallis Baade       | 45° 54′ S, 76° 12′ W | 203        |
| Vallis Bohr        | 12° 24′ N, 86° 36′ W | 80         |
| Vallis Bouvard     | 38° 18′ S, 83° 6′ W  | 284        |
| Vallis Capella     | 7° 36′ S, 34° 54′ O  | 49         |
| Vallis Christel    | 24° 30′ N, 11° 0′ O  | 2          |
| Vallis Inghirami   | 43° 48′ S, 72° 12′ W | 148        |
| Vallis Krishna     | 24° 30′ N, 11° 18′ O | 3          |
| Vallis Palitzsch   | 26° 24′ S, 64° 18′ O | 132        |
| Vallis Planck      | 58° 24′ S, 126° 6′ O | 451        |
| Vallis Rheita      | 42° 30′ S, 51° 30′ O | 445        |
| Vallis Schrödinger | 67° 0′ S, 105° 0′ O  | 310        |
| Vallis Schröteri   | 26° 12′ N, 50° 48′ W | 168        |
| Vallis Snellius    | 30° 0′ S, 56° 0′ O   | 592        |